# Whataburger
Whataburger Restaurants LLC är en amerikansk snabbmatskedja som säljer bland annat hamburgare, kyckling, frukost, milkshakes och läskedrycker. 2024 har företaget 1 000 restauranger placerade i delstaterna Alabama, Arizona, Kansas, Florida, Georgia, Louisiana, Missouri, Nevada, New Mexico, North Carolina, Oklahoma, South Carolina, Tennessee och Texas.
Snabbmatskedjan grundades den 8 augusti 1950 i Corpus Christi i Texas av Paul Burton och Harmon Dobson och namnet kom till på grund av de ville göra så goda hamburgare som möjligt så kunderna skulle säga "What a burger!" efter att de tog den första tuggan. Året efter bröt Burton och Dobson samarbetet efter att Burton vägrade att gå med på Dobsons krav att höja priserna på hamburgarna, de kom överens om en förlikning där Burton fick franchiserätten till Whataburger för hela San Antonio-området medan Dobson tog över resten av affärsrörelsen. Whataburger genomgick en större kris under 1990-talet med vikande försäljning, restauranger i akut behov av renoveringar och moderniseringar samt interna stridigheter mellan koncernen och franchisetagarna. Den 9 april 2001 blev Whataburger klassificerad som en nationalskatt av Texas delstatsregering.
För 2016 hade koncernen, både Whataburger och dess franchisetagare, en totalomsättning på nästan $2,2 miljarder och för september 2017 en personalstyrka på omkring 40 000 anställda.